# Gynostemma intermedium
Gynostemma intermedium là một loài thực vật có hoa trong họ Cucurbitaceae. Loài này được W.J.de Wilde & Duyfjes mô tả khoa học đầu tiên năm 2007.